# Ускладнення при видобуванні природного газу і газового конденсату
Ускладнення при видобуванні природного газу і газового конденсату — технічні та технологічні чинники, які ускладнюють експлуатацію газових і газоконденсатних свердловин, зокрема, встановлення технологічного режиму як видобувних, так і нагнітальних свердловин, наприклад, обводнення, руйнування колектора, утворення гідратних корків у привибійній зоні і в стовбурі свердловини тощо.

## Винесення піску у свердловинах та методи боротьби з ними
При експлуатації свердловин, які розкривають пухкі колектори, руйнування скелета і винесення частинок породи на вибій зумовлені перевищенням градієнтів тиску у привибійній зоні над допустимими. Нагромадження на вибої піску зменшує дебіт свердловини і може призвести до різних порушень, наприклад, прихоплення фонтанних труб.
Пісок, що надходить із пласта разом з флюїдом, може утворити на вибої піщаний корок, внаслідок чого зменшується або повністю припиняється приплив флюїду у свердловину.
Для зміцнення привибійної зони у пухких слабосцементованих породах використовують фенолформальдегідні, карбамідні та інші смоли, а також фенолспирти. Використовувані смоли повинні мати малу в'язкість у рідкому стані для проникнення у пористе середовище, розділятися у пласті на тверду і водяну фази та добре змочувати піски. Рідка смола, що закачується у пласт, обволікає частинки піску і при затвердінні виконує роль цементуючого матеріалу. Водяна фаза, яка займає внутрішні канали, видаляється при освоєнні свердловин.
Щоб не допустити значного зниження проникності привибійної зони після обробки, у пласт закачують конденсат або іншу легку вуглеводневу рідину в кількості до трьох об'ємів закачаної смоли.
Для зміцнення привибійної зони застосовують також цементні або цементно-піщані розчини.
При експлуатації свердловин у нестійких пухких колекторах часто використовують фільтри з великою кількістю отворів малого діаметра. За допомогою існуючих перфораторів не вдається створити отвори малого діаметра. Тому фільтри виготовляють на поверхні і потім опускають на вибій.

### Видалення піщаних корків

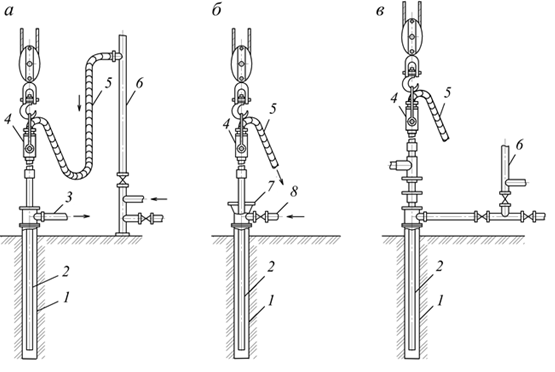
Схеми обв'язки свердловин для промивання піщаних корків
а — пряме промивання свердловин; б — зворотне промивання свердловин; в — комбіноване промивання свердловин; 1 — обсадна колона; 2 — колона промивальних труб; 3 — відвідна лінія; 4 — промивальний вертлюг; 5 — промивальний шланг; 6 — стояк; 7 — промивальна головка; 8 — підвідна лінія.

Для відновлення експлуатації свердловини, у якій утворився піщаний корок, необхідно видалити увесь пісок, що скупчився. У неглибоких свердловинах піщані корки невеликої потужності видаляють переважно желонками. Звичайна желонка є трубою діаметром 75—100 мм з тарілчастим або кульковим клапаном на нижньому кінці та з дужкою для прикріплення каната на верхньому. Довжина такої труби зазвичай не перевищує 8—12 м.
Очищення стовбура свердловини від піщаних корків желонками — тривалий і малоефективний процес. Краще видаляти піщаний корок зі свердловини промиванням.
Піщані корки періодично промивають рідиною або видаляють гідробуруром.
Як промивальну рідину застосовують нафту, воду (оброблену ПАР), глинистий розчин, аеровану рідину, піну, густина яких узгоджується з пластовим тиском. Промивання засноване на використанні енергії струменя рідини, що закачується, для руйнування піщаного корка та винесення піщинок на поверхню. Можливе пряме, зворотне, комбіноване і безперервне промивання.
При прямому промиванні рідину закачують у НКТ, винесення піску відбувається через затрубний простір. При зворотному промиванні утворюють потік у зворотному напрямку. Струмінь, що виходить із НКТ, краще розмиває корок. Для покращення розпушення корка на кінець НКТ нагвинчують різні наконечники (косо зрізану трубу, насадку, фрезу тощо).
Однак при прямому промиванні швидкість висхідного потоку менша, ніж при зворотному. Тому при комбінованому промиванні розмив здійснюють шляхом закачування в НКТ, а для винесення піску періодично переходять на зворотне промивання. Промивальний пристрій, який встановлюють вище підошви НКТ, дозволяє закачувати рідину в затрубний простір, розмивати через підошву НКТ та здійснювати підйом через НКТ. При промиванні труби підвішують на вертлюзі підйомника, а рідина подається через промивальний шланг. Для зворотного промивання гирло свердловини герметизують промивальною головкою (сальником).
При безперервному прямому промиванні застосовують промивальну головку, яка дозволяє нарощувати труби майже без припинення прокачування рідини.

## Відкладення солей та методи боротьби з ними
Відкладення солей можуть відбуватися практично по всьому шляху руху води — у пласті, свердловині, трубопроводах та обладнанні установок підготовки вуглеводневої сировини.
Причинами відкладення солей вважають: а) хімічну несумісність вод (наприклад, лужних з жорсткими), що надходять у свердловини з різних горизонтів або пропластків;
б) перенасиченість водно-сольових систем при зміні термодинамічних умов.
Відкладення солей призводить до зменшення видобутку пластового флюїду, скорочення міжремонтних періодів роботи свердловин, а у деяких випадках вони такі великі, що взагалі ускладнюють експлуатацію.
Основними компонентами солей можуть бути гіпс, або карбонати кальцію і магнію. До складу входять також діоксид кремнію, оксидні сполуки заліза, органічні речовини (парафін, асфальтени, смоли) та ін. Осади можуть бути щільними або пухкими, міцність зчеплення з металом зростає з глибиною залягання пласта. Різний склад та структура відкладень потребують індивідуального підходу до вибору методу боротьби з ними на кожному конкретному родовищі.
Усі методи боротьби з відкладеннями солей можна поділити на дві групи:
1) методи запобігання випаданню солей;
2) методи видалення відкладень солей.
Найбільш прийнятний метод запобігання випаданню солей у трубах — застосування хімічних реагентів (інгібіторів солевідкладень). Їх періодично закачують у пласт і в затрубний простір видобувних свердловин.
Менш ефективний вплив на розчини магнітними силовими полями та ультразвуком, а також використання захисних покриттів (скло, високомолекулярні сполуки). Для боротьби з відкладенням солей у продуктоводозбірних трубопроводах рекомендується установка біля гирла свердловини спеціальних гіпсозбірників.
Відкладення солей видаляють за допомогою хімічних реагентів або, у крайньому випадку, розбурюють долотом.
При хімічному методі видалення осади гіпсу перетворюють на водорозчинну сіль сульфату натрію (калію) та в осади карбонату або гідроксиду кальцію, які потім розчиняють солянокислотним розчином і промивають водою. Як перетворюючих реагентів ефективне використання карбонату і бікарбонату натрію або калію, а також гідроксидів лужних металів. Реагент вводять в інтервал відкладень, періодично прокачують або здійснюють безперервну циркуляцію. Потім проводять соляно-кислотну обробку і промивають водою.

## Гідратоутворення та боротьба з гідратами при видобутку свердловинної продукції
При відборі газу із пласта, що супроводжується зниженням його температури і тиску, відбувається конденсація парів води і накопичення її у свердловинах та газопроводах. За певних термодинамічних умов компоненти природного газу (метан, етан, пропан, бутан) при взаємодії з водою здатні утворювати тверді кристалічні речовини, які називаються газогідратами.
Утворювані газогідрати можуть закупорити свердловини, газопроводи, сепаратори, порушити роботу вимірювальних і регулюючих приладів. Часто внаслідок утворення газогідратів виходять з ладу штуцера і регулятори тиску, в яких дроселювання газу супроводжується різким зниженням температури. Це порушує нормальну роботу газопромислового обладнання, особливо при низьких температурах навколишнього середовища.
Застосовувані у промисловій практиці заходи з попередження та боротьби з утворенням гідратів природного газу засновані на зміні енергетичних співвідношень молекул газу — гідратоутворювача і води. Для попередження та ліквідації гідратів природного газу у промисловій практиці використовують такі методи:
- 1) осушення газового потоку від вологи методами сорбції або низькотемпературної сепарації зі зниженням точки роси по воді нижче за мінімальну температуру в технологічному процесі;
- 2) введення в газоводяний потік інгібіторів гідратоутворення — спиртів та електролітів;
- 3) підтримування температури газового потоку вище температури гідратоутворення;
- 4) підтримування тиску у газовому потоці вище тиску гідратоутворення.

Застосування того чи іншого методу, їх поєднання визначається технологічними можливостями і техніко-економічними розрахунками.
Перший метод є найбільш прийнятним для умов магістрального транспорту природного газу. Зокрема, для газів з малим конденсатним фактором раціональніше використовувати сорбційні методи осушення. Для зниження точки роси до мінус 15—25 оС застосовуються рідкі сорбенти, а для глибшої — тверді сорбенти. Якщо в газі підвищений вміст важких вуглеводнів доцільніше використання методів низькотемпературної сепарації з подачею інгібіторів гідратоутворення та подальшою їх регенерацією.
Другий метод реалізується, коли у стовбурі свердловини, у промислових комунікаціях при великих перепадах температур утворюються гідрати. У цьому випадку застосовують введення інгібіторів (спиртів та електролітів) по замкнутому циклу з подальшою їх регенерацією.
Спосіб введення у газовий потік метанолу, тобто метилового спирту (СН3ОН), який знижує точку замерзання пари води — найбільш ефективний і поширений метод із способів попередження утворення газогідратів. Метанол разом з парами води, що насичує газ, утворює спиртові розчини, температура замерзання яких значно нижча від нуля. Оскільки при цьому кількість водяної пари, що міститься в газі, зменшується, точка роси знижується, отже, і небезпека випадання гідратів стає значно меншою.
Третій метод усунення гідратів найбільш ефективний при утворенні їх на дросельних пристроях, шлейфах тощо. Він використовується також і при прокладанні шлейфів у ґрунтах з високим коефіцієнтом теплопровідності (наявність малих депресій між рівноважною і технологічною температурами) — використовується теплоізоляція шлейфів.
Найменше поширення у промисловій практиці знайшов четвертий метод, оскільки в більшості випадків недоцільно підтримувати тиск нижче рівноважного через різке зниження витрати газу. В основному він застосовується при видаленні газогідратів, що утворилися у стовбурі свердловини, шляхом продування свердловини в атмосферу.
У природних газах крім парів води та конденсату можуть міститися також різні тверді домішки (пісок, кристали солей).
Тверді частки в газі роз'їдають і стирають обладнання та газопроводи, порушують герметичність арматури.
Для очищення газу від рідких і твердих домішок біля свердловин встановлюють газосепаратори.

### Методи ліквідації гідратних корків
Вибір методу ліквідації гідратів залежить від місця їх утворення (накопичення), кількості і характеру гідратного корка, складу гідрату та наявних засобів їх ліквідації.
Усунення гідратів у стовбурі свердловини з використанням твердих хімічних реагентів. Гідратні корки, що частково перекривають переріз свердловини, усуваються проточним промиванням стовбура свердловини метанолом, підігрітим розчином хлористого кальцію або гарячою водою без зупинки свердловини.
Гідратні корки, що повністю перекривають переріз тільки фонтанних труб або затрубного простору, усувають розігрівом при підведенні тепла через переріз вільний від гідратів, за допомогою подачі рідких теплоносіїв.
Найчастіше для усунення суцільного гідратного корка у стовбурі свердловини використовують метод отримання тепла, що виділяється за рахунок хімічної реакції твердого реагенту, що спускається у свердловину через лубрикатор і реагує при безпосередньому контакті з гідратами. Для цього у промисловій практиці застосовують твердий п'ятихлористий фосфор PCl5 та фосфорний ангідрит P2O5, які поміщають у циліндричну капсулу, виготовлену з металевої магнієвої фольги. Капсула повністю розчиняється у продуктах реакції реагенту з водою, яка утворюється при розкладанні гідратів.
Конструкція капсули у нижній частині виконана з вікном, виготовленим з водорозчинної речовини, зокрема, з металевого кальцію. Товщина «вікна» залежить від швидкості його розчинення у воді та часу руху капсули від гирлового лубрикатора до поверхні гідратного корка, що знаходиться в стовбурі свердловини. Після розчинення вікна реагент вступає в реакцію з водою і розвивається екзотермічна реакція з виділенням тепла близько 3 МДж/кг речовини. Перед спуском капсули газову свердловину заповнюють водою до гирла для забезпечення плавного занурення її до поверхні гідратного корка. У процесі проходження капсули по стовбуру свердловини відбувається розчинення «вікна» і в момент досягнення нею поверхні гідрату відбувається екзотермічна реакція за рівнянням: РCl5 + 4H2O→H3РО4 + 5НСl + 514 кДж
Одночасно з цим розчиняється магнієвий циліндричний корпус капсули в фосфорній кислоті, що утворилася внаслідок хімічної реакції: Mg + H3РО4 → MgHРО4 + Н2↑
Магній утворює зі сталевою трубою гальванічну пару, в якій він служить катодом. У ході цього процесу витрачається фосфорна кислота, і він повністю розчиняється, знижуючи цим корозійну небезпеку. Повне розчинення капсули дозволяє надалі повторювати цей процес до повного розчинення гідратного корка.
Теплове розмивання суцільного гідратного корка. Розмивання суцільного гідратного корка зазвичай здійснюється промиванням гарячим теплоносієм (пара, вода, розчин хлористого кальцію тощо).
При цьому на верхню центральну засувку фонтанної арматури встановлюють спеціальну противикидну арматуру. До вертлюга агрегату А-50 приєднуються промивальні труби через перехідник, усередині якого встановлюють зворотний клапан кулькового типу. У нижній частині колони на першій промивальній трубі встановлюється зворотний клапан для запобігання відкритого фонтанування при прогріванні. Потік гарячого теплоносія, що надходить у трубний простір промивальної колони, контактуючи з гідратами, розплавляє їх і виносить на поверхню через міжтрубний простір. По завершенню робіт з ліквідації гідратного корка свердловину глушать для вилучення промивальних труб.
Застосування електронагрівачів для ліквідації гідратів у свердловинах. Ліквідація великих гідратних корків у свердловинах можлива за рахунок застосування малогабаритних електронагрівачів.

## Корозія газовопромислового обладнання
Корозія металів — мимовільне руйнування металів внаслідок хімічної чи електрохімічної взаємодії їх із зовнішнім середовищем.
При корозії металу відбувається втрата його маси, а також зниження механічної міцності, пластичності та інших властивостей. Корозія металу завдає значної шкоди економіці. У промислово розвинених країнах втрати від корозії становлять близько десятої частини національного доходу. Втрати сталі, зумовлені корозією, становлять 30 % від її щорічного виробництва. Крім того, діючі нафтопромислові об'єкти через корозію є джерелом підвищеної небезпеки для людей і навколишнього середовища.
Для умов нафтогазовидобувних підприємств корозія металевого обладнання та комунікацій при видобутку нафти і газу характеризується низкою особливостей:
- 1) вона зачіпає величезну за металомісткістю систему підземного і надземного обладнання свердловин, установок з підготовки нафти, газу і води та протяжну мережу нафтопроводів, газопроводів і водоводів;
- 2) корозійний процес всього обладнання протікає, зазвичай, у гетерогенної системі, тобто в системі двох не змішуваних рідин: нафта  вода, газобензин  вода, стічна вода — сліди нафти.

Втрати металу при корозії поділяються на прямі і непрямі. До прямих втрат відносяться: вартість заміненого обладнання, що прокородувало, витрати на захист від корозії, на застосування інгібіторів, використання лаків, фарб, хімізації та застосування інших засобів захисту від корозії, безповоротні втрати металу. Непрямі втрати — це втрати продукту внаслідок його витоку через корозію, втрати продуктивності, забруднення цільового продукту, завищена витрата металу внаслідок збільшення товщини нафтогазопромислового устаткування в розрахунку на корозію. Крім того, відсутність доступних та ефективних методів протикорозійного захисту металів нерідко стримують розробку та експлуатацію деяких родовищ нафти і газу. Так, видобуток нафти і газу з високим вмістом сірководню або діоксиду вуглецю можливий лише із застосуванням спеціально розробленого комплексу заходів захисту всього нафтогазопромислового обладнання та комунікацій.
Боротьба з корозією — це не лише продовження терміну служби нафтогазопромислового обладнання, зниження експлуатаційних витрат на його ремонт, покращення техніко-економічних показників видобутку та підготовки нафти і газу на промислах. Зрештою — це охорона навколишнього середовища, водойм і річок від забруднення нафтою, газом та супутніми відходами при видобутку нафти і газу, наприклад, стічною водою. Корозійні процеси класифікуються за видами корозійних руйнувань, за типом корозійного руйнування, характером взаємодії металу з середовищем, за умовами протікання процесу.
За видом руйнування корозія буває:
- 1) суцільна (корозія протікає по всій поверхні металу);
- 2) місцева (корозія локалізується на окремих ділянках поверхні);
- 3) загальна, яка у свою чергу поділяється на:
  - рівномірну (корозія протікає з однаковою швидкістю по всій поверхні металу);
  - нерівномірну (корозія протікає на різних ділянках поверхні з неоднаковою швидкістю);
  - вибіркову (корозія руйнує окремі компоненти металу).

За типом корозійного руйнування виділяють:
1) корозію плямами (діаметр поразок більший за їх глибину);
2) виразкову корозію (глибоке ураження ділянки поверхні обмеженої площі);
3) точкову або пітингову корозію (малі поперечні розміри при значній глибині);
4) наскрізну корозію (руйнування металевого виробу наскрізь, у вигляді свищів);
5) ниткоподібну корозію (руйнування металу під шаром неметалічних покриттів у вигляді ниток);
6) підповерхневу корозію (починається з поверхні, але переважно поширюється під поверхнею металу, викликаючи його спучування та розшарування);
7) міжкристалітну корозію (руйнування зосереджено за межами зерен металу чи сплаву);
8) ножову корозію (протікає вздовж зварного з'єднання у сильно агресивних середовищах);
9) корозійне розтріскування (протікає при одночасному впливі корозійного середовища та розтягуючих залишкових або прикладених механічних напруг).
За характером взаємодії металу із середовищем розрізняють:
1) хімічну корозію (руйнування металу при хімічній взаємодії з агресивним середовищем, яким служать неелектроліти — рідини та сухі гази);
2) електрохімічну корозію (руйнування металу під впливом електроліту при перебігу двох самостійних, але взаємопов'язаних процесів — анодного та катодного):
 анодна електрохімічна корозія — це окислювальний процес, який відбувається із розчиненням металу;
 катодна електрохімічна корозія — це відновлювальний процес, обумовлений електрохімічним відновленням компонентів середовища.
За умовами перебігу корозійного процесу розрізняють:
1) газову корозію (протікає при підвищених температурах та повній відсутності вологи на поверхні);
2) атмосферну корозію (протікає в повітрі; існує три види атмосферної корозії: у вологій атмосфері; у мокрій атмосфері; у сухій атмосфері);
3) рідинну корозію (корозія металів у рідкому середовищі; розрізняють корозію: в електролітах і в неелектролітах);
4) підземну корозію (корозія металів, що викликається дією розчинів солей, що містяться в ґрунтах);
5) біокорозію (корозія металів внаслідок впливу мікроорганізмів або продуктів їхньої життєдіяльності);
6) електрокорозію (виникає під дією зовнішнього джерела струму або блукаючого струму);
7) щілинну корозію (корозія металу у вузьких щілинах, зазорах, у різьбових та фланцевих з'єднаннях металевого обладнання, що експлуатується в електролітах, у місцях нещільного контакту металу з ізоляційним матеріалом);
8) контактну корозію (виникає при контакті різнорідних металів в електроліті);
9) корозію під напругою (протікає при спільному впливі на метал агресивного середовища та механічних напруг);
10) корозійну кавітацію (руйнування металу внаслідок одночасного корозійного та ударного впливу);
11) корозійну ерозію (руйнування металу внаслідок одночасного впливу агресивного середовища та механічного зносу);
12) фретинг-корозію (локальне корозійне руйнування металів при впливі агресивного середовища в умовах коливального переміщення двох поверхонь, що труться відносно один одного);
13) структурну корозію (обумовлена структурною неоднорідністю металу);
14) термоконтактну корозію (виникає з допомогою температурного градієнта, обумовленого нерівномірним нагріванням поверхні металу.
За корозійною агресивністю виділяють чотири основні середовища, що охоплюють тією чи іншою мірою всі нафтогазопромислові умови.
- 1. Неаероване середовище без сірководню. Середовище в даних умовах ніколи не контактувало з киснем повітря або його видалено до концентрації менш як 0,05 мг/л.
- 2. Неаероване середовище із сірководнем. Немає контакту з киснем повітря, а вміст розчиненого сірководню становить понад 1 мг/л.
- 3. Аероване середовище без сірководню. Вміст розчиненого кисню в середовищі перевищує 0,05 мг/л, а сірководню — менш як 1 мг/л.
- 4. Аероване середовище із сірководнем. Вміст розчиненого сірководню становить більш як 1 мг/л, і є контакт із киснем повітря.

Переважна більшість корозійних руйнувань нафтогазопромислового обладнання спричинена електрохімічною корозією, яка протікає з наявністю двох процесів — катодного і анодного. Виділяють три основні стадії корозійного процесу.
- 1.Анодний процес — перехід іонів металу в розчин та гідратація з утворенням некомпенсованих електронів на анодних ділянках.
- 2. Процес електроперенесення — перетікання електронів по металу від анодних ділянок до катодних і відповідне переміщення катіонів і аніонів у розчині.
- 3. Катодний процес — асиміляція електронів будь-яким деполяризатором — йонами і молекулами, що знаходяться у розчині і здатні відновлюватися на катодних ділянках.

Якщо процес деполяризації відбувається за рахунок відновлення кисню, то корозійний процес відбувається з кисневою деполяризацією.
Якщо деполяризатором служать йони водню, процес іде з водневою деполяризацією.
Особливості електрохімічного процесу корозії такі:
1) одночасне протікання катодного і анодного процесів;
2) залежність швидкості корозії, зумовленої механізмом електрохімічних процесів від електродного потенціалу металу;
3) можливість локалізації електродних процесів на різних ділянках поверхні металу, що кородує, де їх протікання полегшене;
4) реалізація матеріального ефекту корозії (розчинення металу) на анодних ділянках під час локалізації електродних процесів.
На швидкість протікання та розподіл корозії підземного і наземного обладнання впливають такі групи чинників:
- 1. Технічні і технологічні чинники при видобуванні нафти і газу (тип свердловини; спосіб видобування вуглеводнів; продуктивність і режим руху у свердловині газорідинної суміші; тиск на вибої та гирлі свердловини і розподіл температури по її стовбуру; рівень рідини і склад газоповітряного середовища у затрубному просторі свердловини.
- 2. Фізико-хімічні властивості і склад видобутої продукції свердловин (склад і властивості вуглеводневої продукції, що видобувається; склад і властивості видобутої пластової води; склад і властивості попутного нафтового газу і вміст у ньому корозійно-активних домішок типу сірководню і діоксиду вуглецю і співвідношення цих фаз; наявність у продукції свердловин органічних і неорганічних речовин типу парафіну, смоли, сульфіду заліза, карбонату кальцію, карбонату магнію і карбонату заліза, які можуть утворювати захисні плівки на металевій поверхні; наявність абразивних частинок у потоці рідини типу піску, сульфіду заліза, кристалів солей, глини; наявність і проявлення життєдіяльності бактерій; рН середовища).
- 3. Зовнішні чинники (температура; швидкість руху агресивного середовища; тиск; концентрація кисню; час контакту з середовищем; наявність хімічних реагентів, що застосовуються у технологічних процесах видобутку та підготовки вуглеводнів; поляризація зовнішнім струмом та інші).
- 4. Внутрішні чинники (природа металу; склад металу; кристалічна структура металу; стан поверхні металу; напруги в металі; термодинамічна стійкість металу та його місце в періодичній системі елементів; дефекти при зварюванні металу).

Відомі нині методи протикорозійного захисту поділяються на технологічні і спеціальні. При вирішенні питань вибору методу захисту від корозії необхідно враховувати і наявність у продукції свердловин хімічних реагентів, що застосовуються для інтенсифікації видобутку нафти, збільшення нафтовіддачі пластів, інгібіторів соле- і парафіновідкладень, агресивність продукції, що добувається, а також техніко-економічну доцільність їх застосування.
До технологічних методів захисту обладнання і трубопроводів від корозії відносять заходи запобіжного характеру, спрямовані на збереження початково низьких корозійних властивостей середовища. Технологічні методи носять комплексний характер і прийнятні на всіх об'єктах. Основними протикорозійними заходами цього методу є: використання закритих систем збирання при видобуванні та переробці нафти; по можливості створення стабільних термодинамічних умов; створення режиму дисперсно-кільцевої течії потоку; попередження змішування сірководневмісної продукції свердловин з тією, де сірководень відсутній.
До спеціальних методів захисту відносять: застосування інгібіторів корозії, бактерицидів, неметалевих матеріалів, лаків та фарб; обладнання установок та трубопроводів катодним та протекторним захистом.
Найбільш ефективним методом захисту від корозії нафтогазопромислового обладнання є метод захисту із застосуванням інгібіторів корозії. Цей захист заснований на властивості інгібітора пригнічувати корозійні процеси до рівня, при якому зберігається висока надійність обладнання, що експлуатується. До кожного виду агресивного середовища необхідно підбирати індивідуальний інгібітор корозії.